# Crassula aurusbergensis
Crassula aurusbergensis är en fetbladsväxtart som beskrevs av G. Williamson. Crassula aurusbergensis ingår i släktet krassulor, och familjen fetbladsväxter. Inga underarter finns listade i Catalogue of Life.